# Llac Te Anau
El Llac Te Anau està ubicat a l'extrem sud-est de l'illa del Sud de Nova Zelanda. El seu nom era originalment Te Ana-au, en maori, que significa "La cova de l'aigua arremolinada".

## Descripció
El llac té una superfície de 344 km², que el fa ser el segon més gran del país en superfície, per darrere del llac Taupo, i el més gran de l'illa; no obstant això, és el més gran d'Australàsia en volum d'aigua dolça.
El cos principal del llac s'estén de nord a sud, ocupant 65 km de longitud. Tres grans fiords formen els braços del llac en el seu flanc occidental: nord, central i sud, que són els únics fiords interiors de Nova Zelanda, ja que els altres 14 són a la costa. Hi ha diverses petites illes a l'entrada del fiord central, que es bifurca fins a la meitat de la seva longitud en dos braços: el nord-oest i el sud-oest. El llac es troba a una altitud de 210 m i, atès que la seva profunditat màxima és de 417 m, la major part de la seva llera es troba per sota del nivell del mar.
Diversos rius alimenten el llac, dels quals el més important és l'Eglinton, que s'uneix al llac per l'est, davant de l'entrada del fiord nord; la sortida és el riu Waiau, que flueix cap al sud diversos quilòmetres en el llac Manapouri. La ciutat de Te Anau es troba a l'extrem sud-est del llac, prop de la sortida.
La major part del llac és dins del Parc nacional de Fiordland i de Te Wahipounamu, Patrimoni de la Humanitat. A banda de la localitat de Te Anau, l'única presència humana prop del llac és l'assentament agrícola de Te Anau Downs, prop de la desembocadura del riu Eglinton. Malgrat que entre aquests dos assentaments la terra roba terreny a la muntanya, la resta del terreny és muntanyosa, especialment al llarg de la seva costa occidental, on les muntanyes Kepler i Murchison s'alcen 1.400 m sobre la superfície del llac.
Dues grans rutes de senderisme tenen el seu inici al llac.